# Agulla directa
Agulla directa är en halssländeart som beskrevs av Carpenter 1936. Agulla directa ingår i släktet Agulla och familjen ormhalssländor. Inga underarter finns listade i Catalogue of Life.